# Club Deportivo Banife
El Club Deportivo Banife, también conocido como Banife, fue un club de futbol especializado y formativo de la ciudad de Daule, Ecuador. Fue fundado el 18 de agosto de 1996 por el Lcdo. Octavio Hidalgo Torres, en honor a la parroquia homónima del cantón al que pertenece y fue desaparecido el 13 de mayo de 2025. El club jugaba de local en el estadio Los Daulis, el cual tenía una capacidad aproximada de 1500 espectadores.
Jugaba en la Segunda Categoría del Guayas, aunque en la actualidad, debido a problemas institucionales, no ha participado desde el año 2024 en este campeonato.
Estaba afiliado a la Asociación de Fútbol del Guayas y a la Liga Deportiva Cantonal de Daule.

## Estadio
El estadio donde el Club Deportivo Banife ejerce su localía es el estadio Los Daulis, de la ciudad de Daule, cuenta con alrededor de 1500 personas.

## Datos del club
- Temporadas en Segunda Categoría: 9 (2015-2023)

- Datos: Q29577571